# Nina Gourfinkel
Nina Gourfinkel (née en 1900 à Odessa, dans l'Empire russe, aujourd'hui en Ukraine, et morte le 6 février 1984 à Dijon, en France) est un écrivain français. Elle est docteur ès lettres.

## Biographie

### Jeunesse
Elle est née en 1900 dans une famille juive cultivée et assimilée d'Odessa, dans l'Empire russe. Son père est médecin. Nina est étudiante à l'université de Petrograd au moment de la Révolution de 1917. 

### La France
D'abord enthousiaste, elle ne parvient pas à s'adapter à la Russie soviétique et la quitte pour la France en 1925. Grâce à son multilinguisme, elle peut travailler comme secrétaire, « nègre », prête-nom de divers auteurs, et traductrice. Elle est aussi liée à plusieurs revues juives parisiennes comme Palestine, les Cahiers juifs, La Nouvelle Revue juive et L'Univers israélite, qui l'envoie s'entretenir en février 1930 avec la romancière Irène Némirovsky, tout juste entrée sur la scène littéraire. Elle fait partie de la branche parisienne du Congrès juif mondial, où elle s'oppose à Albert Cohen qui en est le dirigeant. À la fin des années 1930, elle est employée dans un bureau de presse international, spécialisée dans la documentation sur le nazisme. 

### La Seconde Guerre mondiale
Quand Paris est occupé par l'Allemagne nazie, Nina Gourfinkel choisit de partir en zone libre, à Moissac, où elle vit dans une colonie d'étrangers. Elle se rend ensuite à Toulouse et devient responsable d'un Comité d'aide aux réfugiés, le Comité d'assistance à la population juive frappée par la guerre, financé par les États-Unis. En 1941, elle collabore à la création Direction de Centres d'Accueil (DCA) avec le docteur Joseph Weill de l'OSE et l'abbé Glasberg, un Russe d'origine juive devenu prêtre, dont elle dira dans ses Mémoires : « Lorsqu’il s’agissait de faire sortir les gens du pétrin, les théories, la doctrine, la charité ne venaient qu’après coup. »
Nina Gourfinkel estime qu'environ un millier de Juifs ont transité par les centres de la DCA. À partir de l'été 1942, la situation des Juifs de la zone libre change. Les pensionnaires de la DCA sont alors cachés. Nina Gourfinkel installe le quartier général du Comité à Lyon. En tant que juive et résistante, elle doit passer elle aussi à la clandestinité. Sous le nom de Camille-Madeleine Gabelle, elle continue à recevoir des fonds de secours et à travailler pour la DCA rebaptisée bientôt Amitié chrétienne pour pouvoir continuer à agir. Nina Gourfinkel continue à y travailler, aux côtés d'une autre résistante, Ninon Haït-Weyl.

### Après la guerre
Après la guerre, avec l'abbé Glasberg et l'ancienne équipe de la DCA, Nina Gourfinkel crée le Centre d'Orientation Social des Étrangers (COSE) qui accueille les réfugiés apatrides. Le COSE s'occupe notamment des réfugiés âgés pour lesquels de maisons de retraites confortables sont ouvertes dans les années 1950. Après la fin de la guerre d'Algérie en 1962, le COSE accueille des Harkis. Comme ceux-ci sont de nationalité française, le COSE devient le COS. Nina Gourkinkel travaille au COS jusqu'en 1967.  Elle reprend aussi son activité littéraire. Elle continue son travail de traductrice et publie des études sur le théâtre et la littérature russes. Le Lénine qu'elle publie en 1959 devient vite un ouvrage de référence.

### Sessouvenirs
Les souvenirs de Nina Gourkinkel paraissent en 1953 aux éditions du Seuil. Naissance d'un monde raconte sa vie en Russie jusqu'en 1925. L'Autre Patrie parle de sa vie en France de 1925 à 1945. Elle s'y livre à une analyse sans concession des limites de la « bienfaisance » pendant la guerre. Dans la zone sud, les organisations caritatives, françaises ou internationales, juives ou non juives ont apporté un soutien moral et pratique aux internés. Elles ont fourni aux déportés de la nourriture, des vêtements, ont aménagé des baraquements, ont aidé les étrangers dans leurs démarches administratives pour être libérés ou émigrer. Mais, ce travail les a entraînées à gérer les camps à côté des autorités françaises et parfois même à leur place. Les travailleurs sociaux sont même amenés durant l'été 1942 à participer aux commissions qui choisissent qui doit être déporté. Ils essaient de trouver des certificats d'exemption pour leurs protégés entraînant la déportation d'autres Juifs et ne retardant bien souvent que de quelques convois leur déportation. Cependant, presque tous les enfants ont été sauvés. Elle pointe aussi du doigt les erreurs tragiques de l'Union générale des israélites de France.

### Son identité juive
Elle y explique aussi le fondement de son identité juive, elle qui n'a pas été élevée dans le judaïsme. Elle explique que comme beaucoup de Juifs assimilés, elle ne demandait qu'à « se dissoudre dans le monde non-juif » et pensait que seul l'antisémitisme l'empêchait d'y arriver totalement. Elle poursuit : 

« Et cependant, paradoxalement, en nous privant de toute formation judaïque, nos parents nous interdisaient d'oublier que nous étions juifs. Ils nous enseignaient, au contraire, que dans un pays où sévissaient les pogroms, le numerus clausus…, toute désolidarisation des persécutés, que ce fut par le baptême ou par une simple apostasie de fait, était un acte déshonorant. Nous devions nous proclamer juifs, parce que les juifs étaient humiliés et offensés et que nul n'a le droit moral de se soustraire à la souffrance. Tel était le fondement de mon judaïsme, le seul que je sache formuler, sorti tout entier du credo de l’intelligentsia russe. »

 
D'une manière paradoxale, elle explique que lorsque la police a tamponné le mot Juif sur ses papiers d'identité, elle n'a ressenti « ni humiliation, ni orgueil ». Elle continue : 

« ... plus je réfléchissais, plus je me sentais libre, pour la première fois libre du poids de l'ombre insaisissable qui avait assombri ma jeunesse. “Communauté de destin” — oui, je l'acceptais dans le malheur, jusqu'au tortures, jusqu'à la mort. Mais je ne permettrais à personne, ami ou ennemi, de m'imposer ma vérité : jamais ma souffrance du fait de mon judaïsme ne sera un acte de foi. »

### Famille
Elle est la sœur de Juliette Pary qui est l'épouse d'Isaac Pougatch.

### Retraite et décès
Nina Gourfinkel est morte à Dijon en février 1984, dans une  maison de retraite du COS qu'elle avait contribué à créer.

## Œuvres
- Théâtre russe contemporain, Éditions Albert, 1930.
- Tolstoï sans tolstoïsme, Seuil, 1946.
- Aux prises avec mon temps, t. 1, Naissance d'un monde ; t. 2, L'Autre Patrie, Seuil, 1953.
- Constantin Stanislavski, l'Arche, « Le théâtre et les jours », 1955.
- Stanislavski et la mise en scène du Mariage de Figaro, in Entretiens d'Arras, CNRS, 1956.
- Nicolas Gogol dramaturge, L'Arche, 1956.
- Gorki par lui-même, Seuil, 1961.
- Anton Tchekhov, Seghers, 1966.
- Gorki, Seuil, 1977.
- Lénine, Seuil, 1970.
- Dostoievsky, notre contemporain, Calmann-Lévy, 1994